# SAT Bangkok Open 2009
Il SAT Bangkok Open 2009 è stato un torneo professionistico di tennis maschile giocato sul cemento indoor, che faceva parte dell'ATP Challenger Tour 2009. Si è giocato a Bangkok in Thailandia dal 16 al 22 marzo 2010.

## Partecipanti

### Teste di serie
| Nazionalità   | Giocatore         | Ranking* | Testa di serie |
| ------------- | ----------------- | -------- | -------------- |
| Germania      | Andreas Beck      | 86       | 1              |
| Corea del Sud | Lee Hyung-taik    | 110      | 2              |
| Giappone      | Gō Soeda          | 117      | 3              |
| Australia     | Chris Guccione    | 134      | 4              |
| Francia       | Mathieu Montcourt | 136      | 5              |
| Russia        | Michail Elgin     | 138      | 6              |
| Germania      | Daniel Brands     | 148      | 7              |
| India         | Somdev Devvarman  | 150      | 8              |

- Ranking al 9 marzo 2009.

### Altri partecipanti
Giocatori che hanno ricevuto una wild card:
- Guillermo Coria
- Grigor Dimitrov
- Peerakit Siributwong
- Kittipong Wachiramanowong

Giocatori passati dalle qualificazioni:
- Rohan Bopanna
- Im Kyu Tae
- Noam Okun
- Tim Smyczek

Giocatori con uno Special Exempt:
- Serhij Bubka
- Takao Suzuki

## Campioni

### Singolare
Florian Mayer ha battuto in finale  Danai Udomchoke con il punteggio di 7–5, 6–2

### Doppio
Joshua Goodall /  Joseph Sirianni hanno battuto in finale  Michail Elgin /  Aleksandr Kudrjavcev con il punteggio di 6–3, 6–1